# Фулбария
Фулбария (бенг. ফুলবাড়ীয়া, англ. Fulbaria) — город на севере Бангладеш, административный центр одноимённого подокруга. Площадь города равна 42,4 км². По данным переписи 2001 года, в городе проживало 53 412 человек, из которых мужчины составляли 51,22 %, женщины — соответственно 48,78 %. Плотность населения равнялась 1259 чел. на 1 км². Уровень грамотности населения составлял 25,23 % (при среднем по Бангладеш показателе 43,1 %). 